# Reuteroscopus schaffneri
Reuteroscopus schaffneri är en insektsart som beskrevs av Knight 1965. Reuteroscopus schaffneri ingår i släktet Reuteroscopus och familjen ängsskinnbaggar. Inga underarter finns listade i Catalogue of Life.